# توني جيفرسون
توني جيفرسون (بالإنجليزية: Tony Jefferson)‏ هو لاعب كرة قدم أمريكية أمريكي، ولد في 27 يناير 1992 في سان دييغو في الولايات المتحدة.

## وصلات خارجية
- توني جيفرسون على موقع مرجع كرة القدم المحترفة.كوم (الإنجليزية)